# علیرضا خجسته

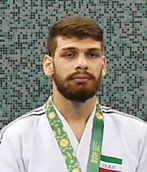
علیرضا خجسته در سال ۹۶

علی خجسته زاده. ۱۹۹۳ یک جودوکار اهل ایران است.

## المپیک تابستانی ۲۰۱۶
وی توانست با نایب قهرمانی در قاره آسیا ضمن بر گردن آویختن نشان نقره، موفق به کسب سهمیه قاره‌ای بازی‌های المپیک تابستانی ۲۰۱۶ شود. اما در این مسابقات حاضر نشد.
دلیل انصراف از طرف خود وی مشکلات خانوادگی عنوان شده‌است ولی برخی منابع دلیل اصلی را احتمال روبرو شدن وی در جدول انتخابی با نماینده‌ای از اسرائیل عنوان کردند. طبق سیاست‌های جمهوری اسلامی ایران نمایندگان ورزشی ایران حق برگزاری مسابقه با نمایندگان اسرائیل را ندارند.